# 29850 Tanakagyou
29850 Tanakagyou è un asteroide della fascia principale. Scoperto nel 1999, presenta un'orbita caratterizzata da un semiasse maggiore pari a 2,6027803 UA e da un'eccentricità di 0,0150114, inclinata di 2,43228° rispetto all'eclittica.